# Iveco Domino 2001
L'Iveco 391E Domino 2001, poi Irisbus 397 Domino 2001, è un modello di autobus interurbano e gran turismo prodotto dalla Iveco  sulla carrozzeria Touring della spagnola Noge tra il 1999 e il 2006. I modelli saranno commercializzati col marchio Iveco e successivamente assumeranno la nuova denominazione Irisbus. 

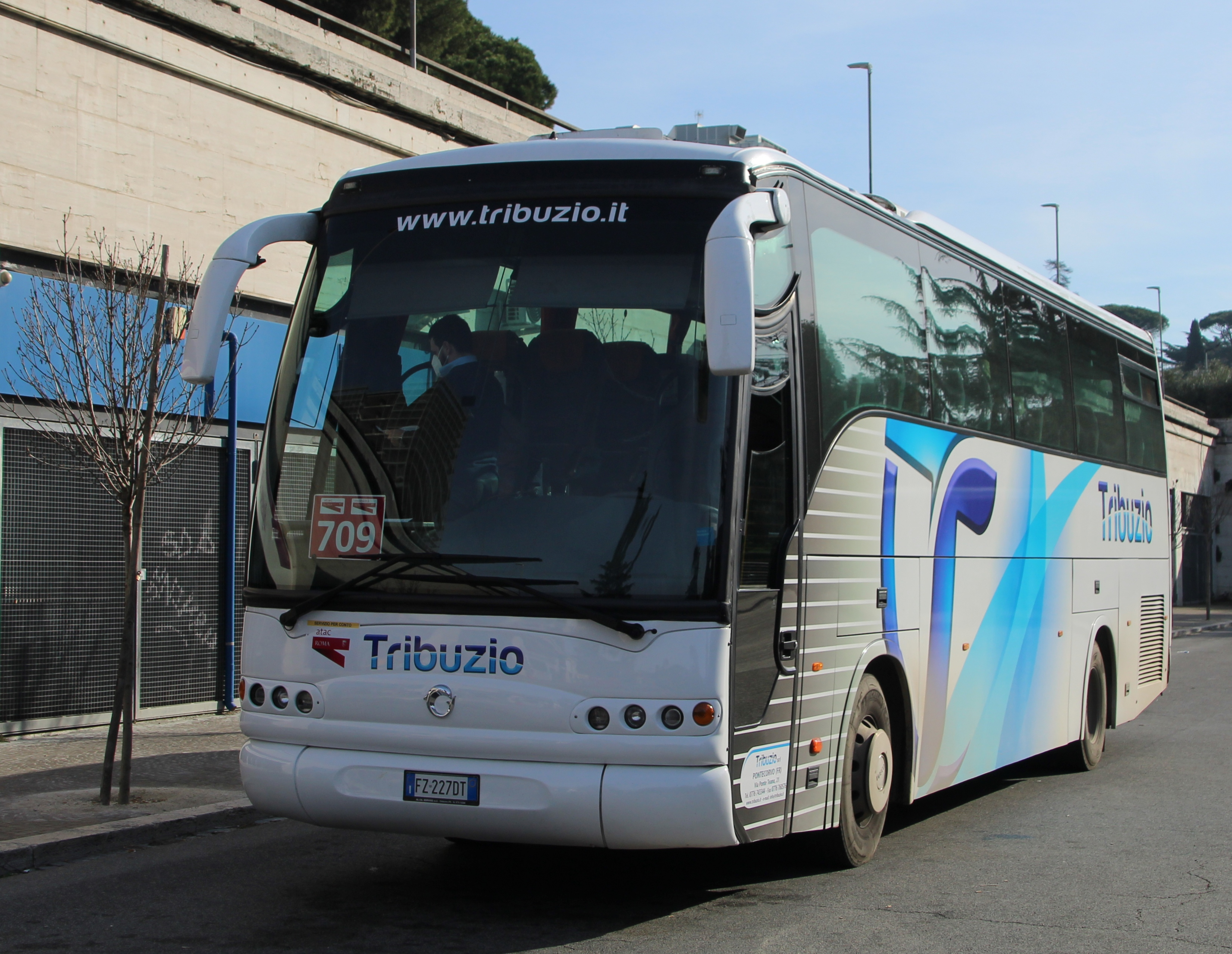
Irisbus Domino 2001 di Tribuzio a Roma

## Progetto
Il Domino 2001 fu presentato sotto il marchio Iveco alla Bus & Bus Business di Verona del 1998, con lo scopo di sostituire il Domino '94 e arricchire la gamma Iveco nel settore gran turismo. Sfruttava la carrozzeria della serie Touring della spagnola Nogebus ed il telaio versatile EuroRider 391, poi 397.
Nei primi mesi dell'anno successivo alla presentazione gli esemplari che sarebbero stati prodotti entro la fine dell'anno erano già stati tutti prenotati, dimostrando un grande interesse verso questo nuovo progetto. Con questo modello la gamma di autobus Iveco andava ad arricchire la sua offerta nel segmento del gran turismo e del trasporto interurbano. Con diversi modelli di sedili disponibili, per accomodare da 49 a 55 persone in base alla versione, in aggiunta ad un nutrito elenco di optional e motorizzazioni prestanti, questo nuovo mezzo puntava al settore del noleggio con conducente e a quelle società che volevano offrire un servizio interurbano di livello.

## Design
Il design caratterizzato dalle linee morbide e filanti rispecchia lo stile dell'epoca, caratterizzato da un distacco dalle linee più squadrate dei precedenti Iveco 370 ed EuroClass (ancora molto squadrato nella parte posteriore). Anche i gruppi ottici rispecchiano questa scelta stilistica: sia i fari anteriori che quelli posteriori sono tondeggianti, al contrario dei classici fari rettangolari anteriori e del classico "mosaico" posteriore dei modelli Iveco (ma anche della concorrenza) di quegli anni.
L'interno cerca di richiamare le curve esterne con un cruscotto stondato ed alloggiamenti per gli eventuali schermi televisivi a tubo catodico (normalmente della B&B Elettronica come quelli montati sull'EuroClass), anch'essi arrotondati e ricoperti dallo stesso materiale con finitura gommata o vellutata del resto degli interni, per integrare i due televisori al meglio nell'ambiente. Particolari e molto moderni gli specchi: protetti da un guscio in tinta con la livrea si integrano perfettamente con il resto della carrozzeria, al contrario di altri modelli coevi o precedenti (come lo stesso Domino '94) con specchi rivestiti di plastica ruvida di colore nero. L'unico cambiamento estetico alla parte esterna negli anni è quello riguardante il paraurti anteriore: la nervatura più alta venne resa stondata per accomodare il logo Irisbus (anche se i primi modelli a marchio Irisbus avevano ancora il paraurti della prima versione).

## Tecnica
I Domino 2001 sono stati realizzati in 3 versioni: HD Classic, HD Special (HD S) e HDH. 
Negli anni sono stati aggiornati i motori per passare dalle prime motorizzazioni Euro II a quelle Euro III, offrendo sia cambi automatici che manuali. Le dimensioni rimangono invariate tra i vari modelli se non per la versione HDH che è più alta di 20 centimetri ed è facilmente riconoscibile per il maggior numero di portelli d'accesso sulle fiancate.

### Dimensioni
- Lunghezza: 12 metri
- Larghezza: 2,55 metri
- Altezza: 3,65 metri (3,85 m per la versione HDH)

### Motorizzazioni

#### Versione HD Classic
- Motore Euro II Iveco 8460.41S 9500cc da 345cv con cambio manuale 8 rapporti ZF 8S 180
- Motore Euro III Iveco F2B Cursor 8 7800cc da 352cv con cambio manuale 6 rapporti ZF 6S 1600

#### Versione HD Special
- Motore Euro II Iveco 8460.41S 9500cc da 345cv con cambio manuale 8 rapporti ZF 8S 180 con optional il comando servoassistito AVS
- Motore Euro III Renault DCI I I 11116cc con iniezione Common Rail da 431cv con cambio manuale automatizzato 10 o 12 rapporti ZF As-Tronic

#### Versione HDH
- Motore Euro II Iveco 8460.41N 9500cc da 375 cv con cambio manuale 8 rapporti ZF 8S 180 con optional il comando servoassistito AVS
- Motore Euro III Renault DCI I I 11116cc con iniezione Common Rail da 431cv con cambio manuale automatizzato 10 o 12 rapporti ZF As-Tronic

Per le versioni Euro II da 345cv era anche possibile avere un cambio automatico ZF 5HP 600 pensato più per il servizio interurbano e quindi poco diffuso.
Le versioni con lo ZF As-Tronic 12 marce hanno 2 retromarce.
Per quanto riguarda il sistema di rallentamento le versioni con cambio As-Tronic sono equipaggiate con sistema Intarder integrato nel cambio, per le versioni con cambio manuale era possibile avere un sistema idraulico Voith oppure elettromagnetico Telma con possibilità di freno motore.

## Interni
All'interno il Domino 2001 ha subito alcuni cambiamenti durante gli anni di produzione. Fin dall'inizio poteva essere allestito con moltissimi optional: era possibile ad esempio, per la prima volta, avere inserti in radica sul cruscotto e nella zona sottostante le pareti vetrate, lungo tutta la lunghezza del mezzo.
Per il comfort di ogni passeggero ciascun posto a sedere è dotato di bocchetta dell'aria singola, regolabile nel flusso girando in senso orario o anti-orario e anche orientabile, di luce di lettura e altoparlante per il sistema audio (che però tendenzialmente è presente una fila sì e una no). Per i passeggeri delle ultime due file (nella quasi totalità degli esemplari) era inoltre possibile aprire la porzione superiore dell'ultimo finestrino, con un meccanismo scorrevole, per una maggiore aerazione.

### Cruscotto

#### Strumentazione
La struttura di base del cruscotto rimase invariata tra le varie versioni. A cambiare fu però la zona dedicata al conducente che venne aggiornata negli anni. 
Nelle prime versioni la zona strumenti era più semplice con tachigrafo e strumenti analogici, con 4 pannelli rettangolari posti nella parte superiore, di cui 2 con le spie di segnalazione, più l'eventuale display monocromatico del sistema AVS. Successivamente si passò, visti i motori Euro III, alla classica strumentazione di derivazione Renault con sfondo blu dell'epoca, utilizzata su camion e autobus della casa francese, con tre schermi monocromatici arancioni integrati. Il primo (più piccolo e posto in basso a sinistra) indica la temperatura esterna e l'orario; il secondo (posto in alto al centro) indica la marcia corrente, la modalità del cambio AVS (automatica o manuale), il kilometraggio o eventuali avarie, con simboli facilmente visibili quasi sempre accompagnati da scritte in stampato maiuscolo. Alcuni esempi di avarie segnalate: "PASTIGLIE USURA FRENI" con il simbolo delle pastiglie, "ALTERNATORE (1 o 2)" con il simbolo della batteria, "FERMO OFFICINA" con il simbolo dei freni o quello del cambio seguito da "MANUTENZIONE" con una chiave inglese, "SENS. LIV. GASOIL" con un disegno stilizzato della strumentazione, "TACHIGRAFO" con una T maiuscola in grande, "LIVELLO LIQ. DI RAFFREDAM." con una tanica quasi vuota con sopra una ventola, "PROTEZIONE MOTORE" con un piccolo motore stilizzato, "SURRISCALDAMENTO" con il tipico simbolo indicante la temperatura motore. La presenza di avarie è segnalata da un piccolo segnale di pericolo arancione, che invita a spostare l'attenzione sul display soprastante; mentre in caso di avarie gravi (come surriscaldamento) si spegne il triangolino arancione e si accende una spia rossa di STOP accompagnata da un cicalino bitonale. In caso di avarie multiple (gravi e non) i simboli con relativa scritta si alternano, cambiando ogni due secondi circa e in alto a destra appaiono 3 pallini. Nel terzo schermo (in basso a sinistra) appaiono invece le informazioni relative allo stato della radio. 
Con la nuova strumentazione venne mantenuto (nella maggioranza degli esemplari) un solo pannello rettangolare di spie aggiuntive specifiche (per funzioni come le quattro frecce, gli specchi riscaldati…), spostandolo vicino alla leva del rallentatore e montando il tachigrafo (ora digitale) a livello pavimento, nel nuovo mobiletto dedicato alla leva del cambio e ad una piccola zona portaoggetti.
Queste modifiche non riguardarono però la versione HD Classic, che avendo il motore Cursor manteneva la strumentazione Iveco, aggiungendo però, nel foro dove le altre versioni avevano il pannello di spie specifiche, il sistema Iveco Control, montato su vari mezzi della gamma dell'epoca. Il sistema si basa su un piccolo pannello composto da piccole spie rosse e da un tasto reset che permette di tenere sotto controllo eventuali mancanze di liquidi. Inoltre, avendo il Cursor il cambio manuale, il tachigrafo non veniva montato nel mobiletto della leva del cambio, bensì nel mobiletto radio, nello spazio più in basso.

#### Climatizzazione
Sulla destra degli strumenti la zona coi comandi di condizionamento è sempre rimasta pressoché la stessa: sono praticamente tutti dotati di un sistema della Thermo King con riscaldatore Webasto. Il condizionamento è controllato da due potenziometri: uno per la velocità della ventola, l'altro per la temperatura (per mantenere il parabrezza sbrinato e gestire la temperatura dei termoconvettori). È presente inoltre un interruttore per selezionare la funzione di ricircolo.
Per il comfort dei passeggeri e dell'autista stesso l'unità di condizionamento centrale è controllata da una centralina completamente automatica. La centralina permette di regolare la temperatura interna da un minimo di 17 ad un massimo di 28 gradi Celsius, l'unico compito dell'autista è quello di impostare la temperatura, che appare su un piccolo display a due cifre di colore verde. Dopo l'inserimento della temperatura la centralina pensa poi a gestire tutte le funzioni in modo automatico, per cercare di raggiungere e mantenere la temperatura desiderata.

#### Intrattenimento
Il sistema di intrattenimento è normalmente composto da una radio (AM/FM, mangiacassette o anche con lettore CD), dal sistema di gestione audio/video (tendenzialmente della B&B Elettronica) ed eventualmente da un navigatore GPS (tendenzialmente il Route Planner della Magneti Marelli). Per far spazio allo schermo del GPS, che stava diventando sempre più diffuso, il sistema di intrattenimento venne interamente spostato nella parte bassa del cruscotto per lasciare spazio, nella parte superiore, a una zona dove poter inserire lo schermo LCD, utilizzabile anche per un'eventuale retrocamera. Nei mezzi non dotati di navigatore questa zona presentava una copertura in plastica (a volte con una piccola retina) da usare come portaoggetti. Per rendere più pratico l'utilizzo dell'impianto i piccoli sportelli a molla presenti inizialmente lasciarono spazio ad una copertura scorrevole, che una volta spinta verso il basso rendeva facilmente utilizzabile ogni componente del sistema.
Per le versioni con frigorifero esso si trova di fronte al sedile hostess, andando ad eliminare l'ampio comparto apribile dall'alto dei modelli sprovvisti di questo optional; alternativamente (specialmente nei primi anni di produzione) poteva essere predisposto un modello della IndelB a fianco del sedile hostess, spesso rivestito con la stessa tappezzeria del resto degli interni.

## Diffusione
Il Domino 2001 è stato un modello che ha saputo farsi apprezzare fin da subito soprattutto dalle aziende di noleggio con conducente specializzate nel gran turismo. Alcuni modelli sono stati utilizzati anche per il trasporto interurbano con l'aggiunta di schermo per la destinazione nella parte alta del parabrezza. 
Il suo design è poi stato ripreso dal suo successore: l'Irisbus New Domino 397E.

## Curiosità
- Visti gli accordi che l'Iveco strinse con la squadra di pallavolo maschile di Palermo alla fine degli anni '90 per qualche mese i pallavolisti palermitani della squadra che diventò nota come "Iveco Palermo" giocarono le loro partite con magliette su cui campeggiava un grosso logo Iveco oppure la scritta "Domino 2001 Orlandi".
- Un Iveco Domino 2001 HDH è stato usato come motorhome dalla Scuderia Ferrari nel periodo di Schumacher e Barrichello, pensionando il precedente Domino HD utilizzato fino ai primissimi anni 2000. Il proprietario che l'ha avuto dopo la Ferrari ha eseguito alcune modifiche, ma rimane probabilmente l'esemplare che ha percorso meno kilometri di tutti, con meno di 100.000km percorsi alla sua ultima vendita nel 2018. La Ferrari ha poi acquistato anche il suo successore New Domino sempre in versione HDH e in allestimento simile.